# Eucereon irrorata
Eucereon irrorata är en fjärilsart som beskrevs av William Schaus 1904. Eucereon irrorata ingår i släktet Eucereon och familjen björnspinnare. Inga underarter finns listade i Catalogue of Life.